# میلف

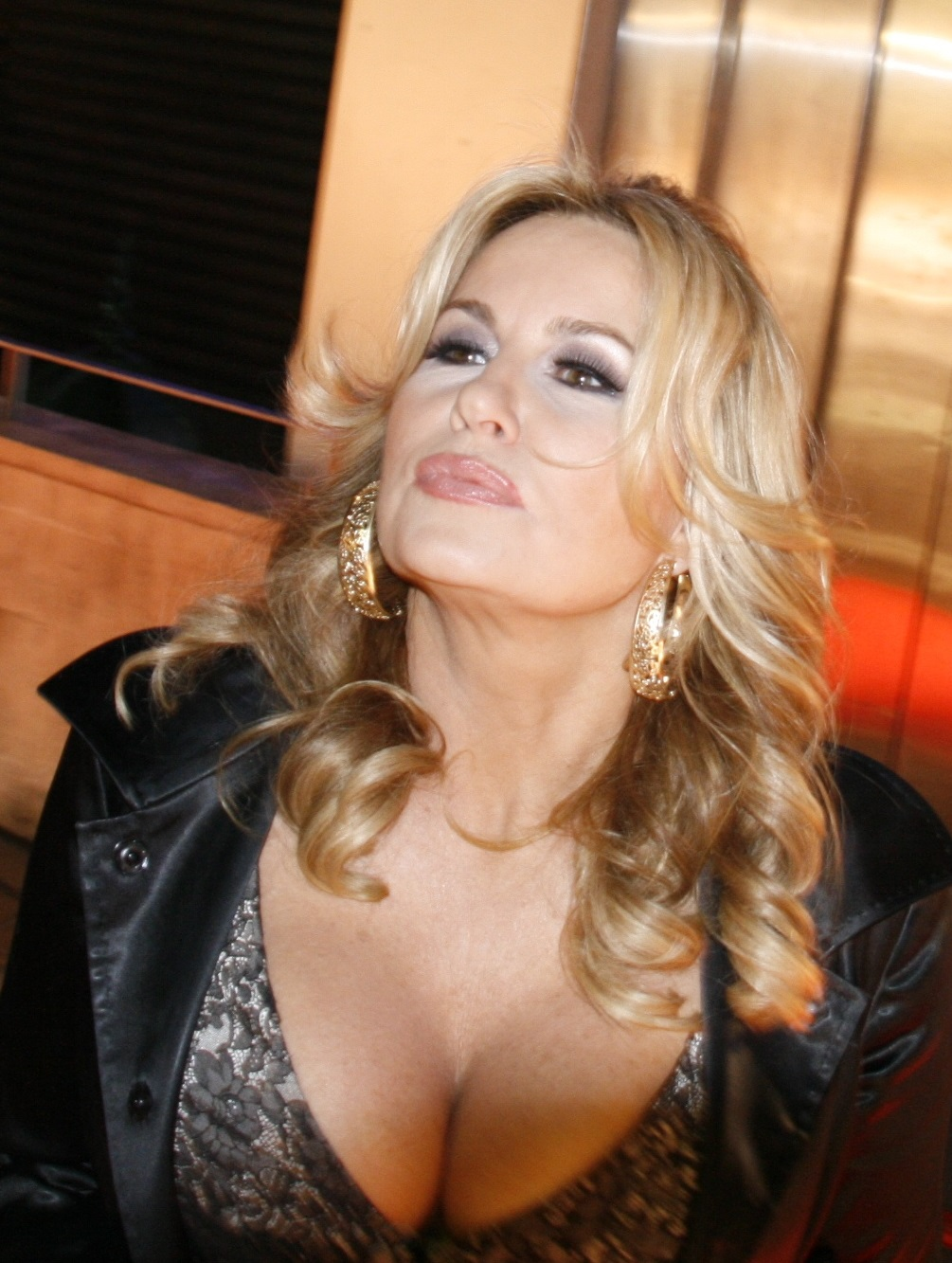
جنیفر کولیج، که شخصیت او در American Pie به محبوبیت اصطلاح «میلف» کمک کرد.

میلف (به انگلیسی: MILF) در زبان انگلیسی کوتاه شده عبارت "Mother I'd Like to Fuck" به معنی «مادری که دوست دارم بگایمش» می‌باشد. در انگلیسی عامیانه به جای کل عبارت از این سر واژه استفاده می‌شود. زنی که به آن میلف گفته می‌شود، حتماً نباید مادر باشد؛ این عبارت بار معنایی (ضمنی) زنان میانسال یا پخته و به لحاظ جنسی جذاب و سکسی را می‌دهد. استفاده از این عبارت در رسانه‌ها و سرگرمی، از نسبتاً ناشناس و گمنام به جریان اصلی (مین‌استریم) تبدیل گشته است.
به‌طور کلی، میلف به مادری گفته می‌شود که در عین پختگی و کارآزمودگی و قدردانی و کاربلدی و حرمت نگه داشتن، شهوتی و دارای جاذبه‌های جنسی باشد و همچنین در محاوره‌های روزمره به زنان (۳۰ سال به بالا) میلف گفته می‌شود. این اصطلاح عمدتاً به معنای تمایل به مادر نیست.

## تاریخ
لورل آ. ساتون، زبان‌شناس بیان می‌کند که میلف یکی از ۹ اصطلاح «زنان جذاب» بود که از دانش‌آموزان در یک کلاس بزرگ زبان‌شناسی در برکلی در بهار ۱۹۹۲ جمع‌آوری شد. کاربران کلیشه ای «دانشجویان کالج از شرق کنترا کاستا، کالیفرنیا» خواهند بود. این اصطلاح به‌طور گسترده‌ای توسط فیلم American Pie (1999) رایج شد، جایی که شخصیت جان چو (که به سادگی به عنوان 'MILF Guy No. 2' شناخته می‌شود) از این اصطلاح برای اشاره به شخصیت Jeanine Stifler از جنیفر کولیج استفاده کرد. آدام هرتز، فیلمنامه‌نویس American Pie اظهار داشت که او این عبارت را اختراع نکرده است.
مقاله‌ای در سال ۲۰۰۷ در مجله نیویورک شواهدی را بیان کرد که نشان می‌دهد این اصطلاح به جریان اصلی تبدیل شده است، شامل «بیش از ۲۵۰۰۰ لیوان و تی‌های مارک MILF در Café Press تا مجموعه‌ای از کتاب‌های داغ مادر (کتاب راهنمای مادر داغ، اعترافات یک مامان شیطان، گلچین MILF)، نمایش‌های تلویزیونی (خانه‌دارهای ناامید، خانه‌دارهای واقعی اورنج کانتی، مسابقه آتی «دگرم‌ترین مادر در آمریکا»، و آزمایشی در حال توسعه به نام میلف و کوکی‌ها)، و البته، یک ژانر پورن همزمان».
برخی از رسانه‌ها این عبارت را برای زنان توهین آمیز دانستند و پیشنهاد کردند که آن را با WHIP جایگزین کنند که مخفف «زنانی که داغ، باهوش و در اوج هستند».

## اصطلاحات مشابه
اصطلاح مومیایی خوشمزه نیز همراه با MILF استفاده می‌شود. فرهنگ لغت انگلیسی آکسفورد این اصطلاح را به عنوان «مادر جوان جذاب و شیک» تعریف می‌کند.
اگرچه هنوز در فرهنگ عامه به‌طور گسترده پخش و رایج نشده است، اما اشکال DILF (برای «پدر/بابا که میخوام بگام») یا FILF (برای «پدر که می‌خوام بگام») در میان آندروفیل‌ها برای اشاره به یک مورد استفاده می‌شود. پیرمرد جذاب جنسی که احتمالاً پدر است.
واژه‌های GILF (برای «بزرگ می‌خواهم به فاک کردن») و روباه نقره‌ای به زنان مسن‌تر جذاب و بسیار جنسی (۵۵+ سال)، بدون توجه به وضعیت فرزندآوری اشاره دارد. روباه نقره ای می‌تواند به هر جنسیتی اشاره داشته باشد.

## در فرهنگ عامه
در سال ۲۰۰۲، یکی از ساکنان ایالت واشینگتن ایالات متحده برای پلاکی که روی آن نوشته شده بود "GOTMILF" درخواست کرد که تقلید از شعار تبلیغاتی " Got Milk؟ " است. این پلاک مورد تأیید قرار گرفت (متقاضی برای "MILF" معنایی متفاوت از آنچه در نظر داشت نوشت) اما بعداً پس از شکایت علیه آن لغو شد.
در دسامبر ۲۰۰۷، شرکت هواپیمایی ارزان قیمت Spirit Airlines یک کمپین تبلیغاتی بحث‌برانگیز را با استفاده از MILF(ها) برای تبلیغ مقاصد گرمسیری خود بر اساس نام اختصاری متفاوتی اجرا کرد: «جزایر بسیاری، کرایه‌های پایین». در ژانویه ۲۰۰۹، روح دوباره این کمپین را اجرا کرد.
در سال ۲۰۱۳، یک شرکت پوشاک، True & Co. ، این عبارت را در تبلیغات خط سینه بند خود تقلید کرد و آن را به "مامان من می‌خواهم به تناسب اندام " تبدیل کرد. این کمپین توجه منفی را برای شرکت مستقر در سانفرانسیسکو، کالیفرنیا، جلب کرد.
مقاله ای در سال ۲۰۱۴ در مجله Playboy توسط دانشگاه پردو، مربی و محقق جنسی جاستین لهملر به کار زیگموند فروید و آلفرد کینزی برای توضیح شیفتگی به پدیده MILF اشاره کرد.
SMILF یک مجموعه تلویزیونی کمدی آمریکایی با بازی، خلق، نویسندگی و کارگردانی فرانکی شاو در شبکه شوتایم است. این فیلم بر اساس فیلم کوتاه شاو با همین عنوان ساخته شده است. نام این مجموعه، SMILF، نمایشنامه ای است بر روی اصطلاح "MILF"، با "S" مخفف "مجرد" یا "Southie" (نام مستعار برای بوستون جنوبی، ماساچوست)، یا هر دو. این سریال در ۸ مارس ۲۰۱۹ پس از دو فصل لغو شد.
در سال ۲۰۱۶، فرگی آهنگ " MILF $ " و همچنین یک ویدیوی همراه با حضور بسیاری از مادران مشهور را منتشر کرد.
فیلم کمدی فرانسوی MILF 2018 دربارهٔ سه دوست دوران کودکی است که تبدیل به MILF می‌شوند و سه مرد جوان را اغوا می‌کنند.
در بازی ویدیویی Friday Night Funkin آهنگی به نام "MILF" از روی همین عبارت نامگذاری شده است.

## ارجاعات
1. 1 2  "MILF, Definition of MILF in English by Oxford Dictionaries". Oxford Dictionaries. Oxford University Press. Archived from the original on 14 October 2016. Retrieved 20 May 2019.
2. 1 2  "MILF Meaning in the Cambridge English Dictionary". Cambridge Dictionary. Cambridge University Press.
3. ↑  Press, Cambridge University (10 April 2008). "Cambridge Advanced Learner's Dictionary". Cambridge University Press – via Google Books.
4. ↑  Dash, Rajendra Kumar (1 December 2015). "Professional Learner'S Dictionary of Spoken English". PHI Learning Pvt. Ltd. – via Google Books.
5. ↑  Dalzell, Tom (25 July 2008). "The Routledge Dictionary of Modern American Slang and Unconventional English". Routledge – via Google Books.
6. ↑  "John Cho: John, 'MILF' Guy #2". IMDb. Retrieved January 11, 2019.
7. ↑  Bonner, Mehera (October 31, 2011). "Flashback Video: Jennifer Coolidge as a MILF in American Pie". Wetpaint. Archived from the original on Jan 12, 2019. Retrieved January 11, 2019.
8. ↑  Yahr, Emily (January 30, 2023). "The story behind 'MILF Manor,' the reality show that seems like a fever dream". Washington Post.
9. ↑  Em & Lo (24 October 2007). "Of MILF and Men". New York. Retrieved 12 January 2018.
10. ↑  Ruiz, Michelle (28 August 2017). "This Just In: WHIPs Are the New MILFs". Vogue. Archived from the original on 2022-09-12. Retrieved 2022-09-12.
11. ↑  Hosie, Rachel (29 August 2017). "WHIPs: The new empowering acronym to take on MILFs". The Independent. Archived from the original on 2022-09-12. Retrieved 2022-09-12.
12. ↑  "yummy mummy". Oxford Dictionaries. Oxford University Press. Archived from the original on 2 January 2014. Retrieved 16 July 2016.
13. ↑  Mills, Simon (27 April 2016). "How to Be a DILF". GQ. Archived from the original on Nov 3, 2022.
14. ↑  "Dating an older woman". The Montreal Times. 18 May 2022. Retrieved 2022-09-12.
15. ↑  "End of Road For GOTMILF License Plate". the smoking gun. 21 July 2004. Retrieved 19 June 2012.
16. ↑  "Fort Lauderdale's Spirit in the sky". anna.aero. 15 August 2008.
17. ↑  "Over the Line?". 2007-12-11.
18. ↑  Moran, Lee (2 May 2013). "Lingerie chain's 'MILF'-themed ad campaign sparks anger". Daily News. New York. Archived from the original on Jul 25, 2015. Retrieved 2 March 2015.
19. ↑  Lehmiller, Justin (24 August 2014). "Why Do Guys Like MILFs?". Playboy. Archived from the original on 1 April 2018. Retrieved 2 March 2015.{{cite journal}}:  نگهداری یادکرد:ربات:وضعیت نامعلوم پیوند اصلی (link)
20. ↑  Petski, Denise (August 8, 2017). "'White Famous' & 'SMILF' Get Premiere Dates On Showtime – TCA". Deadline. Archived from the original on August 8, 2017. Retrieved August 8, 2017.
21. ↑  Barsanti, Sam (11 May 2017). "The 'S' stands for 'single' in new Showtime comedy SMILF". The A.V. Club. Archived from the original on Aug 14, 2022. Retrieved October 21, 2017.
22. ↑  Wilson, Adam (November 12, 2007). "The Southie in 'SMILF,' a Very Boston Comedy". The New Yorker. Archived from the original on 15 July 2018. Retrieved 15 July 2018.
23. ↑  Andreeva, Nellie (2019-03-08). "'SMILF' Canceled By Showtime After Two Seasons". Deadline Hollywood. Deadline Media; Penske Business Media, LLC. Retrieved 2019-03-08.
24. ↑  Van Amburg, Jessie (July 5, 2016). "Fergie, Chrissy Teigen, Ciara and Other Moms Just Redefined 'MILF'". TIME. Archived from the original on December 3, 2021. Retrieved December 3, 2021.
25. ↑  Stone, Natalie (July 1, 2016). "Watch Fergie's "M.I.L.F. $" Music Video Featuring Kim Kardashian, Ciara". The Hollywood Reporter.
26. ↑  Mintzer, Jordan (29 June 2018). "'MILF': Film Review". The Hollywood Reporter (به انگلیسی). Retrieved 27 January 2019.